# Občina Cankova
Občina Cankova je ena od občin v Republiki Sloveniji na goričkem in ravenskem delu Prekmurja.

## Grb občine Cankova
Grb občine Cankove je razdeljen na plavo in srebrno polje. V plavem je srebrni cvet narcise z zlatimi prašniki. Na dnu obeh polj je dvojna valovita linija v nasprotnih barvah, ki predstavljata potok Kučnico, ki je tisočletja označeval mejo med Avstrijo in Madžarsko, ter reko Ledavo, ki se danes razliva v akomulacijsko jezero. V dolini Kučnice je nekoč cvetelo na tisoče narcis. 
Grb so začeli uporabljati 31.5 2002.

## Naselja v občini
Cankova, Domajinci, Gerlinci, Gornji Črnci, Korovci, Krašči, Skakovci, Topolovci

## Prebivalstvo
Ob popisu leta 2001 je bila slovenščina materni jezik 1942 (94 %) občanom, romščina pa 68 (3,2 %) osebam. Neznano je za 34 (1,6)% oseb. 1766 ali 85,4 % je rimokatoličanov.